# المجلس الوطني لسلامة الركاب الأطفال

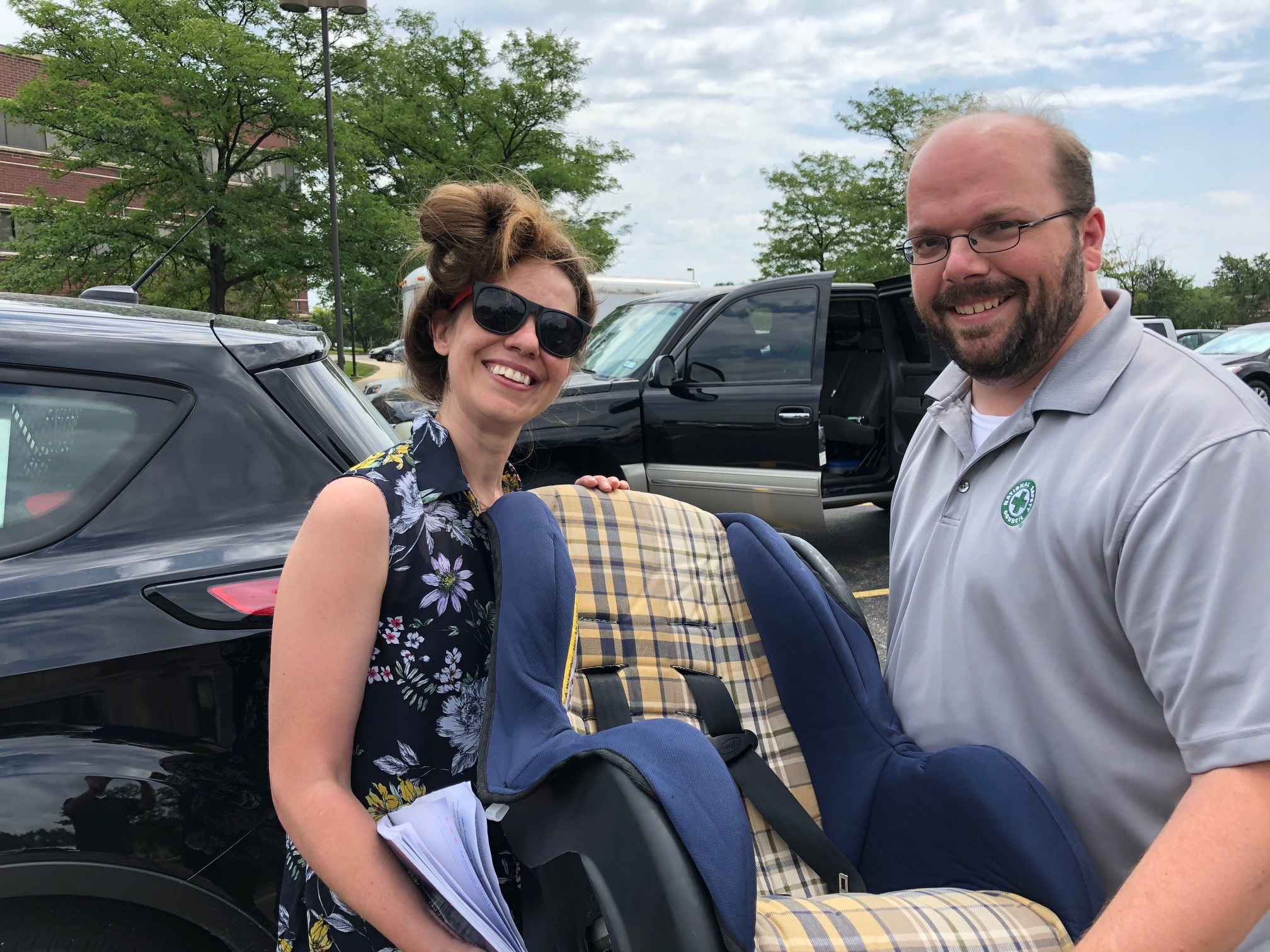

المجلس الوطني لسلامة الركاب الأطفال الذي يديره المجلس الوطني للسلامة، يحافظ على جودة ونزاهة برنامج التدريب للحصول على ترخيص من المركز في الولايات المتحدة. ويُستخدم البرنامج لتدريب واعتماد فنيين ومعلمين سلامة الركاب الأطفال من أجل مساعدة مقدمي الرعاية في النقل الآمن للأطفال، وهناك ثلاثة مشاكل تعد من أكثر المشكلات التي تعرض الأطفال للخطر: استخدام مقاعد السلامة استخدام خاطئ أو تركبيها بطريقة خاطئة أو السيارات الساخنة أو السائقين المراهقين. ولا يقتصر عمل المجلس على الحفاظ على أمان الأطفال في السيارات في الولايات المتحدة، فلقد تم إبراز عمل الدكتورة مارلين جي بول للمساعدة في تشكيل قانون سلامة السيارات في تشيلي في مارس 2017 ضمن أخبارالأكاديمية الأمريكية لطب الأطفال.